# Коуту, Курт
Курт Леонел да Роша Коуту (порт. Kurt Leonel da Rocha Couto; 14 мая 1985, Мапуту) — легкоатлет, представляющий на международных стартах Мозамбик и специализирующийся в беге на 400 метров с барьерами. Участник трёх Олимпийских игр. Трижды был знаменосцем сборной на церемонии открытия Игр.

## Карьера
Курт Коуту начал свою международную карьеру в 2002 году. Уже через два года он вошел в состав олимпийской сборной Мозамбика и даже был выбран знаменосцем сборной на церемонии открытия. В рамках спортивной программы он выступил в беге на 400 метров с барьерами, но занял в предварительном забеге предпоследнее место и прекратил борьбу уже после первого раунда.
В 2006 году Курт стал бронзовым призёром чемпионата Африки, а еще через год стал серебряным призёром Универсиады.
Во время Игр в Пекине Коуту вновь был знаменосцем на церемонии открытия, но потом получил травму и не смог выйти на старт в беге на 400 метров с барьерами.
Также Курт Коуту нёс флаг Мозамбика и на открытии Игр в Лондоне. В спортивной программе он пробился во второй раунд, но там занял последнее место в своём полуфинале и выбыл из борьбы.